# Albin Škerk
Albin Škerk (tudi Škrk) slovenski narodni in politični delavec, * 12. junij 1921, Vižovlje, † 3. oktober 1995, Trst.

## Življenje
Rodil se je v Vižovljah v družini slovenskega železničarskega delavca. Šolati se je moral v italijanski osnovni šoli v Šempolaju. Nižjo gimnazijo je obiskoval v Nabrežini ter nato še 2. razreda industrijske tehniške šole Alessandra Volte v Trstu. Leta 1937 se je zaposlil kot kamnosek v nabrežinskih kamnolomih, kjer je delal do 1943. Jeseni 1942 se je vključil v delo Osvobodilne fronte; 1944 ga je nemški okupator poslal na prisilno delo v tovarno Bosch v Stuttgartu. Po koncu vojne je poklicno deloval v Komunistični partiji Italije (KPI). Leta 1948 se je opredelil za resolucijo Informbiroja in bil avgusta izvoljen v Centralni komite in Izvršni odbor KPI Svobodnega tržaškega ozemlja. V Avtonomni tržaški organizaciji je delal do marca 1986. Maja 1952 je bil izvoljen v devinsko-nabrežinski občinski svet in bil med drugim podžupan in župan (1961-1964 in 1975-1984); prizadeval si je za posodobljenje občine in zaščito ozemlja ter slovenskega prebivalstva. Maja 1968 so ga na listi KPI prvič in 1972 drugič izvolili v poslansko zbornico Italije v Rimu. Na njegovo pobudo je bila dovoljena uporaba slovenščine v kazenskem postopku in sprejeto določilo o obveznih radijskih oddajah v slovenščini. Opozarjal je na nacionalistične provokacije, slab gospodarski položaj na Tržaškem, težave slovenskega radia v Trstu in o šolskih vprašanjih. Pisal in objavljal je članke v različne časopise, tudi v Delo, katerega je bil urednik in od 1975 njegov direktor. Škerk je bil 2. junija 1981 odlikovan z redom viteza italijanske republike.